# Deltocyathus nascornatus
Deltocyathus nascornatus är en korallart som först beskrevs av Gardiner och Frank Albert Waugh 1938.  Deltocyathus nascornatus ingår i släktet Deltocyathus och familjen Caryophylliidae.
Artens utbredningsområde är Indiska oceanen. Inga underarter finns listade i Catalogue of Life.